# Liste nigrischer Schriftsteller
Die Liste nigrischer Schriftsteller führt alphabetisch geordnet Schriftsteller auf, die in Niger geboren wurden und/oder dort leben oder lebten.

## A
- Hima Adamou (1936–2017)

## B
- Saley Boubé Bali (* 1963)
- Ada Boureïma (* 1945)

## C
- Andrée Clair (1916–1982)
- Harouna Coulibaly (* 1962)

## D
- Mahamane Dan Dobi (1923–1981)
- Chaïbou Dan Inna (* 1952)
- Amadou Diado (* 1940)
- Alfred Dogbé (1962–2012)
- Yazi Dogo (* 1942)

## F
- Azonhon Faton (1957–2008)

## H
- Mahamadou Halilou Sabbo (1937–2006)
- Boubou Hama (1906–1982)
- Boubacar Hama Beïdi (* 1951)
- Hawad (* 1950)

## I
- Adamou Idé (* 1951)
- Albert Issa (1943–1993)
- Ibrahim Issa (1929–1986)

## K
- Abdoua Kanta (1946–2017)
- Hélène Kaziendé (* 1967)

## M
- Amadou Madougou (* 1941)
- Abdoulaye Mamani (1932–1993)
- Kélétigui Mariko (1921–1997)
- Djibo Mayaki (* 1939)
- Dogo Mayaki (* 1953)

## O
- Idé Oumarou (1937–2002)
- Amadou Ousmane (1948–2018)

## S
- André Salifou (1942–2022)
- Bania Mahamadou Say (1935–2005)
- Abdourahamane Soli (1938–2016)

## W
- Achirou Wagé (* 1963)

## Y
- Djibo Yacouba (1923–1968)

## Z
- Boubé Zoumé (1951–1997)